# Giulio Starace
Giulio Starace, também conhecido como Julio Starace (Giugliano, 6 de abril de 1887 – São Paulo, 31 de março de 1952) foi um importante escultor italiano que construiu sua carreira no Brasil.
Adepto do neoclassicismo e do realismo, esculpiu obras importantes em bronze, mármore e granito, que estão em diversas cidades do Estado de São Paulo e de Minas Gerais. Torna-se inicialmente conhecido pela execução de bustos de personagens públicas e arte tumular, sendo mais tarde celebrado pelos grandes monumentos em praças públicas.

## Carreira
Aluno da Real Academia de Belas Artes de Nápoles e discípulo do escultor Filippo Cifariello.
Na Itália, ganhou os seguintes prémios:
- 1910: Sociedade de Belas Artes "Salvador Rosa";
- 1911: exposição "Promotrice", na Escola de Belas Artes de Nápoles;
- 1911: Exposição Internacional de Arezzo: medalha de prata[3].

Migrou para a América do Sul em 1911, passando pela Argentina (onde realizou algumas obras) e fixando-se no Brasil em 1912, aos 25 anos. Estabeleceu-se desde então em São Paulo e tornou-se professor do importante Liceu de Artes e Ofícios. 
Casou-se em 1914 com Lady Bayeux, pertencente de uma tradicional família de Campinas, cidade do Estado de São Paulo (a qual família pertencia também a pintora Nicota Bayeux). 
Seu ateliê permaneceu no Liceu até 1930. A partir daí, transferiu seu estúdio em sua casa na Alameda Tietê, 460, nas proximidades da Avenida Paulista, região ocupada pela elite paulistana.
Realizou exposições individuais de suas obras em 1913 e 1936. Foi um artista muito celebrado, gozando do reconhecimento de seus pares e da sociedade. Participou de diversos concursos que contaram com a execução de suas obras em praças e parques públicos.

## Obras mais conhecidas

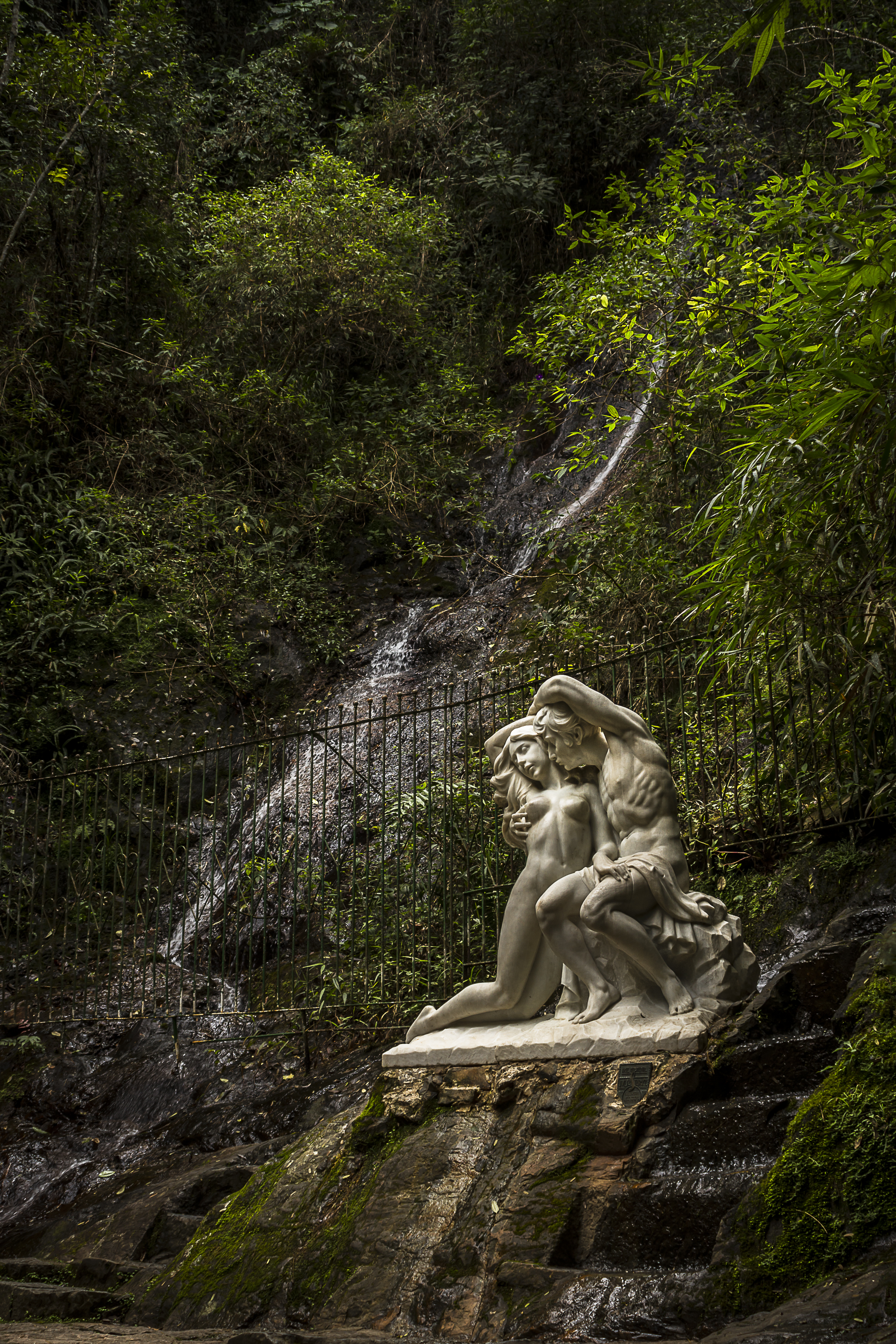
Fonte dos amores (1930)

### Bustos
- Busto do Dr. Campos Salles (1913)[7].
- Busto do médico e professor Horace Lane (1914), exposto no Colégio Mackenzie em São Paulo;[8]
- Herma a Candido Motta (1920). Instalada na cidade paulista de Porto Feliz[9];

### Arte Funerária
- Túmulo do governador Bernardino de Campos (1919), no Cemitério da Consolação, em São Paulo;
- Mausóleu da família Salim Tauf Maluf (1924), no Cemitério da Consolação, em São Paulo[10];
- Túmulo da família Novaes (1927). Instalado no Cemitério Nossa Senhora do Carmo, na cidade paulista de São Carlos[11];
- Diversos outros monumentos no Cemitério da Consolação, a exemplo do túmulo de José Luiz de Oliveira Borges (1924), da estátua em bronze do túmulo de Íria Alves Ferreira (1929), da estátua do jazigo da família Augusto de Oliveira Camargo (1937) e da capela em granito da família Souza Aranha[12];
- Diversos monumentos no Cemitério São Paulo (1937), incluindo estátua de bronze no túmulo do escritor Paulo Setúbal e de granito no túmulo de Cyro Costa[12].

### Monumentos em praças públicas
- Minas ao Brasil (1930): bronze. Instalado na cidade de Poços de Caldas. Dimensões. 5,70 m de largura x 8,10m de altura;[13]
- Fonte dos Amores (1930): mármore. Instalada na cidade de Poços de Caldas;
- Monumento à Civilização Mineira (1930): situado na Praça da Estação em Belo Horizonte.